# Petra Kagchelland
Petra Kagchelland (Rotterdam, 9 april 1978) is een Nederlandse actrice. Ze is bij het grote publiek bekend geworden toen ze drie jaar de rol van Iris Overbeek speelde in de soap ONM.
Begin 2007 deed ze mee aan het tweede seizoen van Sterren dansen op het ijs. Ze won daarin de wildcard-show, en werd uiteindelijk vijfde. Kagchelland verloor in de skate-off van haar ONM-collega Jasmine Sendar.
In Wolfseinde, de regionale soap van Omroep Brabant speelt Kagchelland de rol van Roos. 